# Coco Pops

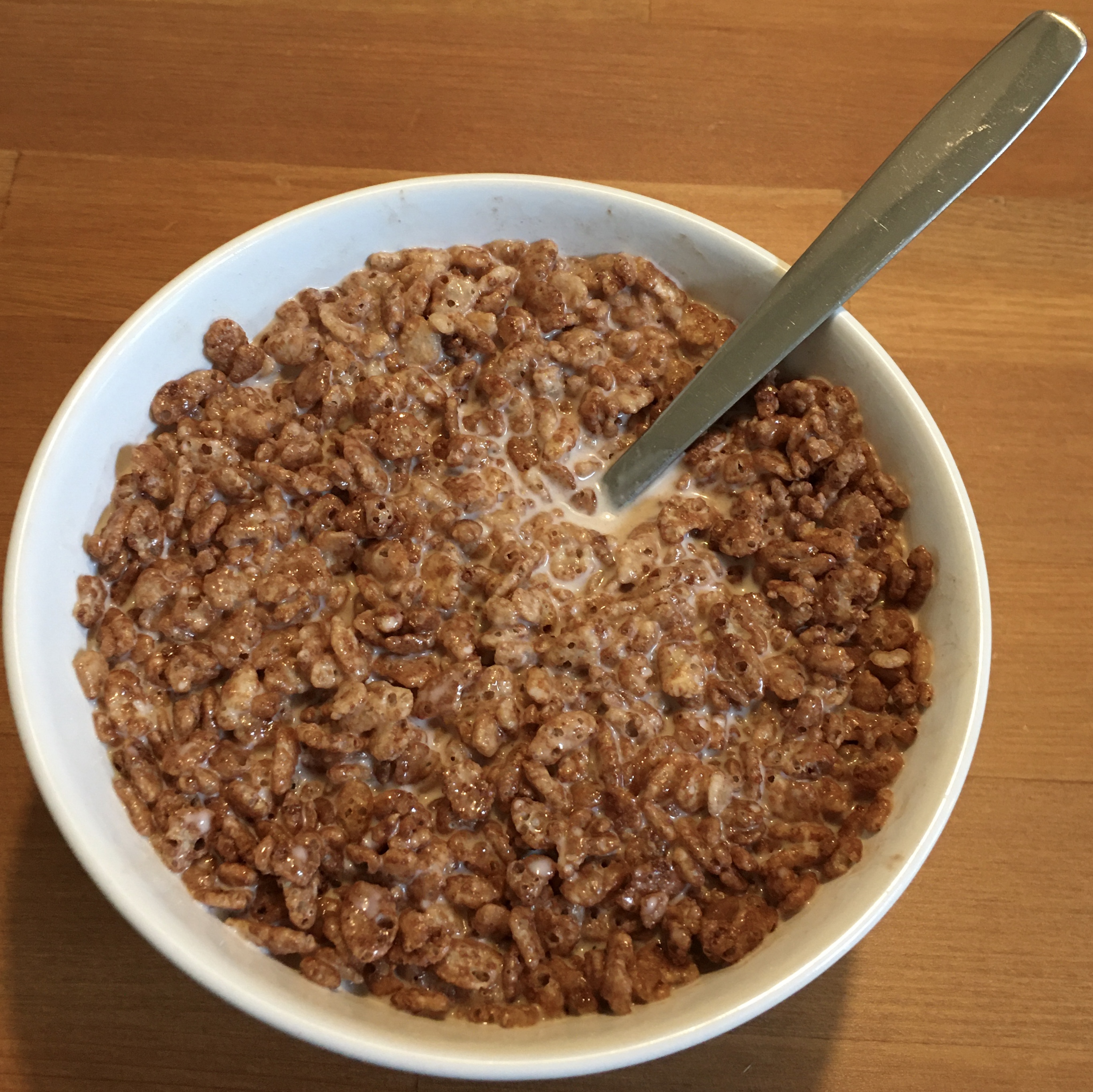
Хлопья Coco Pops с молоком

Coco Pops (также известный как Choco Krispis, Choco Krispies, Cocoa Krispies и Choco Pops в зависимости от региона) — серия сухих завтраков, производимых компанией Kellogg’s с 1958 года.

## История
Бренд Coco Pops был запущен в 1958 году в США. В 2003 году хлопья были переименованы в «Cocoa Rice Krispies», а в 2006 году название было изменено обратно на Cocoa Krispies.
Завтраки носят название Choco Krispis в Мексике, Доминиканской Республике, Сальвадоре, Коста-Рике, Гондурасе, Колумбии, Гватемале, Панаме, Венесуэле, Эквадоре, Перу, Боливии, Бразилии, Чили, Парагвае, Уругвае, Аргентине, Португалии, Испании, Германии, Австрии и Швейцарии. В 1963 году завтраки были завезены в Великобританию под названием Coco Pops. Под таким же названием завтраки продаются в Нидерландах, Дании, Саудовской Аравии, Нигерии, Болгарии, Гане, Мальте, Новой Зеландии, Республике Ирландия, Финляндии, Италии, Греции, Швеции, Бельгии, Южной Африке, Кении, Уганде, Украине, Ботсване, Гонконге, Ливане, Австралии, Турции, Республике Корея и России, а во Франции — под названием Choco Pops.
Некоторое время завтраки Coco Pops продавались в Канаде, однако в начале 1990-х годов их производство было прекращено. Ранее компания Kellog's продавала варианты под названием Rice Krispies Cocoa. В некоторых странах продавались такие варианты «Coco Pops», как «Caramel Flavored Coco Pops», «Coco Pops Crunchers», «Coco Chex», «Coco Rocks», «Coco Pops Straws», «Coco Pops Moon & Stars», «Coco Pops Choc-N-Roll» и «Coco Pops Croc Prints».
В некоторых странах завтраки назывались «Coco Pops Mega Munchers». Шоколадная каша продавалась в конце 2000-х годов под названием Coco Pops Porridge, затем её продажи были завершены на неопределённый срок. В 2014 году каша Coco Pops Porridge была возвращена.

## Примечание
1. ↑  "Cambian estrategia publicitaria en Kellogg's, ponen a dieta a Melvin de Choco Krispis". periodicosupremo.com.mx. Дата обращения: 16 декабря 2024.
2. ↑  Kellogg's® Cocoa Krispies® cereal.
3. ↑  Hawkins, Jamie. Ex-MP Fiona Onasanya slams Kellogg's for using a monkey as Coco Pops mascot (англ.). The Mirror (16 июня 2020). Дата обращения: 16 декабря 2024.
4. ↑  Han, Esther. Food health star ratings: Kellogg's reveals the cereal that gets 1.5 stars (англ.). The Sydney Morning Herald (20 апреля 2015). Дата обращения: 16 декабря 2024.
5. ↑  Coco Pops to Choco Krispies... and back again - What’s in a name? web.archive.org (14 января 2010). Дата обращения: 16 декабря 2024.
6. ↑  Coco Pops back after vote (англ.). www.campaignlive.co.uk. Дата обращения: 16 декабря 2024.
7. ↑  Детские бренды компании Kellogg пришли в Россию. www.sostav.ru. Дата обращения: 16 декабря 2024.
8. ↑  Адаптация бренда под российские условия рынка - успешный опыт Soldis. www.soldis.ru. Дата обращения: 16 декабря 2024.
9. ↑  Kellogg’s releases mystery Coco Pops flavour – can you guess it?
10. ↑  Can You Guess The New Coco Pops Mystery Flavour? web.archive.org (2 июля 2022). Дата обращения: 16 декабря 2024.
11. ↑  Rice Krispies Cocoa Cereal. web.archive.org (20 июня 2010). Дата обращения: 16 декабря 2024.
12. ↑  Kellogg blasted for immunity claim. web.archive.org (6 ноября 2009). Дата обращения: 16 декабря 2024.
13. ↑  New character debuts in Kellogg's Coco Pops Crunchers campaign (англ.). www.campaignlive.co.uk. Дата обращения: 16 декабря 2024.
14. ↑  Parents furious over 'hypocrisy' of cereal ad. The Independent (англ.). Дата обращения: 16 декабря 2024.
15. ↑  Kellogg’s taps Matt Lucas and Gorillaz’s Cass Browne for Coco Pops campaign (англ.). www.campaignlive.co.uk. Дата обращения: 16 декабря 2024.
16. ↑  Warren Dotz, Jim Morton. What a Character!: 20th Century American Advertising Icons. — Chronicle Books, 1996. — 152 с. — ISBN 978-0-8118-0936-8.